# Tamara Jenkins
Tamara Jenkins (née à Philadelphie en Pennsylvanie le 2 mai 1962) est une réalisatrice et scénariste américaine.

## Biographie
Après une formation à la prestigieuse Tisch School Arts de New York, elle réalise son premier court-métrage Fugitive Love, présenté au festival du film de Sundance. Son second court-métrage la propulse au rang des cinéastes indépendants les plus en vogue. 
En 1998, elle réalise Les Taudis de Beverly Hills, film qui a obtenu de bonnes critiques. Elle se retire du cinéma, pour se ressourcer, dans une communauté artistique. 
Elle revient en 2007 avec son second long-métrage La Famille Savage, chronique sur la vie de trois personnes : un frère et une sœur quadragénaire et leur père âgé dont la santé décline. Ce film fut nommé deux fois aux Oscars.

### Réalisatrice

#### Courts métrages
- 1991 : Fugitive Love
- 1994 : Family Remains
- 2004 : Choices: The Good, the Bad, the Ugly

#### Longs métrages
- 1998 : Les Taudis de Beverly Hills (Slums of Beverly Hills)
- 2007 : La Famille Savage (The Savages)
- 2018 : Private Life